# Supreme (Robbie Williams-dal)
A Supreme című dal Robbie Williams kislemezén jelent meg 2000-ben. A Supreme a harmadik kislemeze az énekes Sing When You’re Winning című albumának, és a dal eleje némileg Gloria Gaynor klasszikusára, az I Will Survive című dalra emlékeztet. Williams szerint azért, mert amikor az énekes Svájcban járt 1999 szilveszterén, a turisták, bár nem beszélték egymás nyelvét, mindannyian az I Will Survive dallamát dúdolták. A dal vonós instrumentális része François de Roubaix munkája, eredetileg a José Giovanni által rendezett Címe ismeretlen című filmben szerepelt, amelyben Lino Ventura és Marlène Jobert játszott.

## Videóklip
A Supreme videóklipje a Gentleman racers címet kapta, a klip tiszteletadás az 1939-ben született brit Formula–1 versenyzőnek, Jackie Stewartnak. Williams karaktere egy kitalált karakter, Bob Williams autóversenyző, aki Stewart riválisa az 1970-es Formula–1 világversenyen. A videóklip régi felvételeket mutat Stewart-ról, ezeket a felvételeket beillesztették több jelenetbe, ezzel megteremtették azt a csaknem tökéletes illúziót, mintha a két versenyző fej-fej mellett versenyezne. A klip jól kihasználja az osztott képernyő előnyeit, ezt a technikát szívesen alkalmazták a 60-as, 70-es években, a klipben azok a képkockák, amelyeken Williams szerepel, sárgás színűek, szemcsés a kép, hogy még jobban hasonlítson az eredeti 35 mm-es celluloid filmre, amelyen Jackie Stewart szerepel. Közben időnként egy "korabeli" újságcímlap is feltűnik, amelyen Bob Williams szerepel, ez segíti a történet elmesélését.
| #        | Kiadó cég | Ország | Formátum    | Megjelent          | Produkciós cég | Rendező        | Producer | Kiadó       | Fotó |
| -------- | --------- | ------ | ----------- | ------------------ | -------------- | -------------- | -------- | ----------- | ---- |
| 1 verzió | Chrysalis | UK     | zenei video | 2000. december 25. |                | Vaughan Arnell |          | Gary Knight |      |

## Siker
A dal ismét nagy sikert hozott Williams számára - bekerült a Top 10-be az Egyesült Királyságban, Svájcban, Ausztriában, Új-Zélandon, és más országokban. A dalt Franciaországban vették fel, ahol a 12. lett a slágerlistán, 34 hétig hétig maradt a francia listán, és a SNEP aranylemezzé nyilvánította.

## Feldolgozások
A dalt feldolgozta Max Raabe, a Palace Orchestra német zenekar vezetője és a Superhits című albumán jelent meg. A dalnak született egy másik verziója is Suprème címmel, a szöveg nagy része francia nyelven íródott (kivéve Williams rap-részét) és megtalálható az énekes Sing When You’re Winning című nagylemezén. A francia verzió szerepel az angol helyett a Greatest Hits című válogatásalbumán.

## Williams mondta a dalról
"Éppen Svájcban voltam Szilveszterkor. A város terén álltam éjfélkor, amikor kigyúltak a tűzijáték fényei, csodálatos volt, józan voltam, ez volt a legjobb Szilveszter, amit átéltem, igazán a legjobb. Próbálok nem inni, pedig mindenhol folyik a pezsgő. Ekkor ezek az őrült európaiak elkezdték énekelni... Én a tér közepén állok, nézem, ahogy megőrülnek ettől a hegedűszótól és megvan, megvan a dal! Remélem, hogy Svájcban és Németországban ugyanígy meg fognak érte őrülni."

## Formátumok és tracklista
A "Supreme" című kislemeznek az alábbi formátumai jelentek meg:
Egyesült Királyság CD1  (Megjelent: 2000. december 11.) 
1. "Supreme" - 4:15
2. "Don't Do Love" - 4:56
3. "Come Take Me Over" - 4:13

Egyesült Királyság CD2 (Megjelent: 2000. december 11.)
1. "Supreme" - 4:15
2. "United" - 5:56
3. "Supreme" [a Manchester Arénában rögzített felvétel] - 4:18
4. "Supreme" [Filmed Live At The Manchester Arena] - 4:08

Franciaország (Megjelent: 2000. december 4.)
1. "Supreme" [eredeti verzió] - 4:17
2. "Suprême" [French Version] - 4:16
3. "Supreme" [French Radio Mix]- 3:27

Ausztrália (Megjelent: 2001. március 19.)
1. "Supreme" - 4:15
2. "United" - 5:56
3. "Don't Do Love" - 4:56
4. "Come Take Me Over" - 4:13
5. "Supreme"  [a Manchester Arénában készült élő felvétel] - 4:18

Ausztrália: Supreme Hits (Megjelent: 2001. május 21.)
1. "Supreme" - 4:15
2. "Kids" - 4:47
3. "Rock DJ" - 4:15

## Minősítések és eladás
| Ország        | Minősítés (ha van) | Eladás   |
| ------------- | ------------------ | -------- |
| Franciaország | ezüstlemez         | 125,000+ |

## Helyezések
| Slágerlista (2000)                  | Legmagasabb helyezés |
| ----------------------------------- | -------------------- |
| Ausztria kislemez listája           | 3                    |
| Új-Zéland kislemez listája          | 3                    |
| Belgium (vallon) kislemez listája   | 4                    |
| Olaszország kislemez listája        | 4                    |
| Svájc kislemez listája              | 4                    |
| Egyesült Királyság kislemez listája | 4                    |
| Írország kislemez listája           | 10                   |
| Norvégia kislemez listája           | 11                   |
| Franciaország kislemez listája      | 12                   |
| Ausztrália kislemez listája         | 14                   |
| Németország kislemez listája        | 14                   |
| Svédország kislemez listája         | 14                   |
| Hollandia kislemez listája          | 16                   |
| Finnország kislemez listája         | 16                   |
| Belgium (flamand) kislemez listája  | 29                   |